# 科斯強季尼夫卡 (新普斯科夫區)
49°44′30″N 38°58′1″E / 49.74167°N 38.96694°E
康斯坦丁尼夫卡（烏克蘭語：Костянтинівка）是位於烏克蘭東部的村莊，由盧甘斯克州舊比利斯克區的比洛盧齊克市鎮負責管轄。該村始建於1952年，面積0.79平方公里，海拔高度73米，2001年人口56，人口密度每平方公里70.9人。